# Te voy a enseñar a querer
Te voy a enseñar a querer  es una telenovela estadounidense filmada en Colombia producida por RTI Televisión para Telemundo en 2004, remake de la telenovela homónima producida en 1990 por Producciones PUNCH para Canal 1 adaptada por María del Socorro González Ocampo.
Protagonizada por Danna García, Miguel Varoni y Michel Brown, cuenta con las participaciones antagónicas de Catherine Siachoque, Martín Karpan y el primer actor  Jorge Cao, además cuenta con las actuaciones estelares de Ana Lucia Domínguez, María Helena Doering y Carlos Duplat

## Trama
Los Méndez son una rica familia, dueña de una empresa constructora y de una finca ganadera donde se crían caballos y toros de lidia. Los miembros de la familia son Alejandro Méndez (Miguel Varoni) e Isabel Gallardo (Ma. Helena Doering), y los hijos de ambos, Pablo (Michel Brown) y Helena (Sharmel Altamirano). También vive con ellos don Félix Gallardo (Carlos Duplat), el padre de Isabel. 
Los Méndez son muy respetados y queridos en la región, aunque tienen un enemigo declarado: Milcíades Contreras (Jorge Cao), un acaudalado ganadero que también es su vecino más próximo. La enemistad entre Milcíades y Alejandro se debe a que el primero siempre estuvo enamorado de Isabel, pero ella le rechazó y prefirió a Alejandro. Desde entonces, Milcíades se ha dedicado a cometer todo tipo de tropelías en el pueblo y también contra los Méndez, que siempre se han mantenido al margen para evitar conflictos. La tragedia empieza cuando don Félix se casa con Deborah Buenrostro (Catherine Siachoque), una mujer mucho más joven que él, muy ambiciosa y de oscuro pasado.
Al comienzo de la historia, Diana Rivera (Danna García), una joven veterinaria hija de Pedro Rivera (Silvio Ángel), contable de la constructora y empleado de confianza de don Félix, se incorpora a trabajar en la finca de los Méndez. Diana se siente inmediatamente atraída por Alejandro, pero se resiste a esa atracción por ser Alejandro un hombre casado. 
Sin embargo, Isabel muere de un infarto, y Diana se convierte en el mayor apoyo de Alejandro, que ha quedado profundamente afectado por su muerte; poco a poco nace el amor entre ellos. Sin embargo, otro nuevo obstáculo se interpone, ya que Pablo, el hijo de Alejandro, también se ha enamorado de Diana y no acepta que ella le rechace constantemente ya que desde el principio la acosa aunque la defiende de los abusos de su hermana y su amiga Camila. Cuando Pablo se entera de la relación entre Diana y Alejandro sufre un accidente que le deja paralítico. Diana y Alejandro terminan su relación a causa de esto.
Cuando Deborah descubre que el verdadero propietario de todo es Alejandro, decide conquistarle, para lo que pone en marcha una serie de planes que implicarán a todos y perjudicarán principalmente a la familia Rivera, ya que Diana y el amor que Alejandro siente por ella es el principal obstáculo en su camino.
Diana y Alejandro deberán solucionar todos sus problemas para poder vivir su amor.

## Elenco
- Danna García - Diana Rivera de Méndez
- Miguel Varoni - Alejandro Méndez
- Catherine Siachoque - Déborah Buenrostro vda. de Gallardo
- Martín Karpan - Luís Carlos Carmona Lopéz
- Michel Brown - Pablo Méndez Gallardo
- Ana Lucía Domínguez - Camila Contreras Buenrostro de Méndez
- María Helena Doering - Isabel Gallardo de Méndez / Orquídea Gallardo Fernández
- Jorge Cao - Milciades Contreras
- Melvin Cabrera - Salvador Cascante
- Carolina Lizarazo - Flor del Valle
- Sharmel Altamirano - Elena Méndez Gallardo de Cascante
- Consuelo Luzardo - Rufina Rivera
- Silvio Ángel - Pedro Rivera
- Carlos Duplat - Félix Gallardo
- Julio del Mar - Tobías Cascante
- Natalia Giraldo - Tulia Ángeles Vivas
- Silvia De Dios - Empera Ángeles Vivas
- Luz Stella Luengas - Clementina Ángeles Vivas
- Juan Pablo Shuk - Juan Manuel Andrade'
- Toto Vega - Cachimbo
- Julián Álvarez - Aycardo
- Ricardo González - Pueblito Rozar
- Didier van der Hove - Rodrigo Rodríguez
- Olga Lucía Rojas - Enfermera
- Alexander Rodríguez - Dionisio
- Irene Arias - Justina
- Iván Rodríguez - Sacrificio Díaz de León
- Martha Mijares - Doña Montserrat Campusano
- Adriana Campos † - Margarita Ángeles
- Martha Isabel Bolaños - Charó Bedoya
- Cristina Pimiento - Estefanía Ángeles
- Santiago Alarcón - Bernardo Ángeles
- Margarita Durán - Raquel Buenrostro
- Helga Díaz - Nachely Carmona
- Luz Mary Arias - Mónica
- Enrique Ospina'
- Germán Rojas - Vicente "Alcalde"
- Ricardo Saldarriaga
- Óscar Vargas - Beto
- Juan Carlos Campuzano
- Moisés Cadavid †
- Leonardo Ospina
- Ermeson Piragauta
- Alejandro Mendoza - Daniel Pérez
- Juan Carlos Torres
- Alejandro Sabogal
- José Bautista - Inspector Cataño #1
- Sigifredo Vega - Don Olegario
- Dilsa García - Déborah Buenrostro (joven)
- Juan Rafael Restrepo - Juan Rafael
- Patricia Cataño
- Óscar Herrera
- Germán Arias - Doctor Banderas
- Alfonso Rojas - Chucho Mejía
- Carlos Vergara - Jacinto Mejía
- Jaime Rayo - Inspector Cataño #2
- Luz Marina - Martelo
- Vilma Vera - Doña Pepa
- Néstor Alfonso Rojas - Jesús 'Chucho' Mejia
- Ricardo Andrés Herrera - Emilio Contreras
- Alejandro Tamayo
- Naren Daryanani - Hugo
- Jorge Sánchez
- Manuel Busquets - Lorenzo
- Ricardo Silva
- Gabriel Arisonda - Marcos Mariotti
- Alejandro Sabogal - José

## Repercusión
«Te voy a enseñar a querer» estuvo en el top-10 de los programas de televisión más populares de todo el mundo en 2006, concretamente en el puesto nº4, superando a series como Los Simpsons o CSI: Las Vegas. Para llegar a esta conclusión se ha realizado un estudio de audiencias en más de 20 países. 
Además, la telenovela consiguió sobrepasar la barrera de los 2 millones de espectadores durante su emisión en la tarde de La 1 de Televisión Española. Éxito debido, en parte, a la presencia de rostros tan queridos en el país ibérico como Michel Brown.